# Cozumel-Haarnasenfledermaus
Die Cozumel-Haarnasenfledermaus (Mimon cozumelae) ist ein hauptsächlich in Mittelamerika verbreitetes Fledertier in der Familie der Blattnasen. Sie wurde bis in die späten 1980er Jahre als Synonym der Südlichen Haarnasenfledermaus (Mimon bennettii) geführt. Das Typexemplar der Art stammte von der mexikanischen Insel Cozumel.

## Merkmale

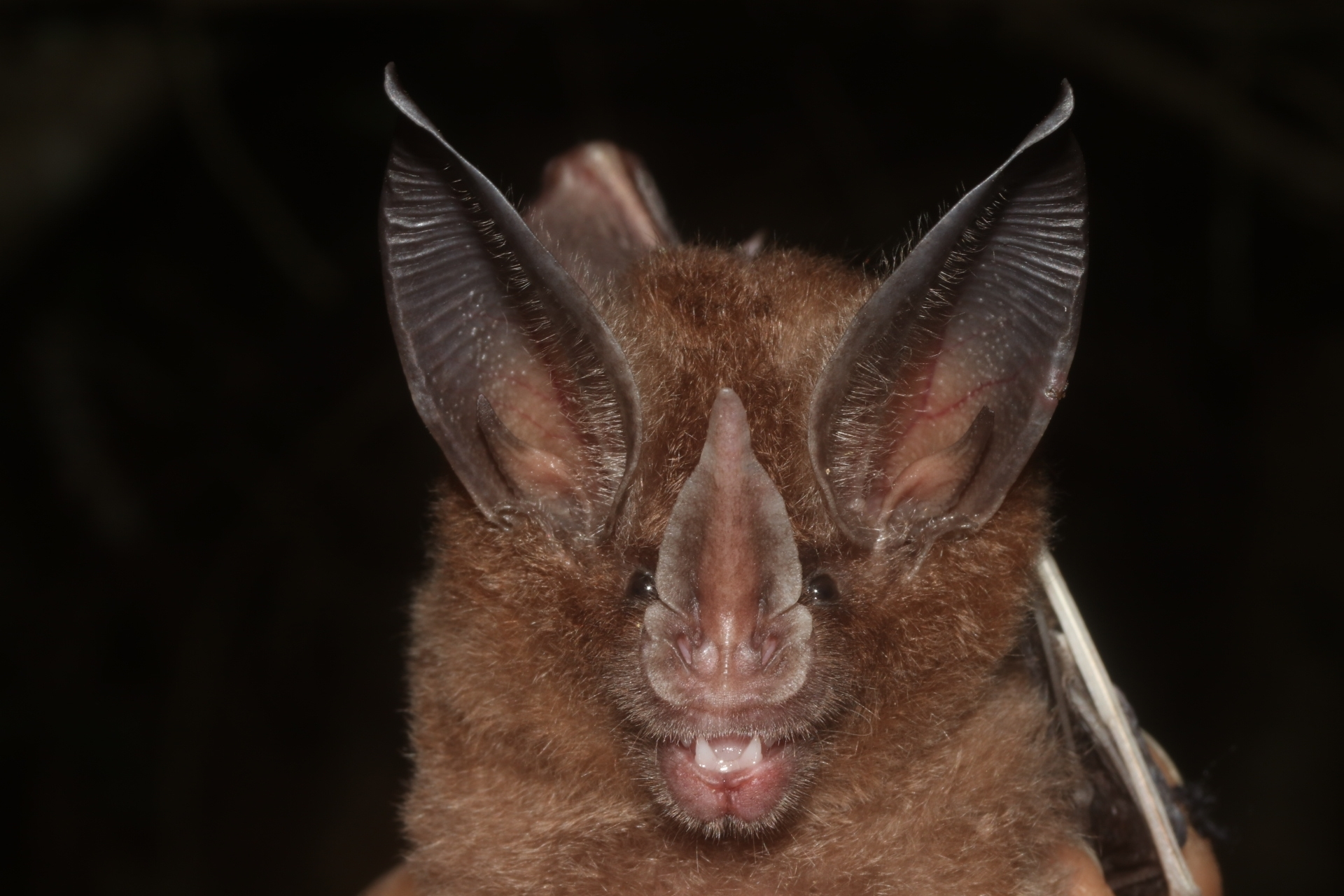
Kopf der Cozumel-Haarnasenfledermaus

Verglichen mit anderen Blattnasen ist die Art mit einer Kopf-Rumpf-Länge von 85 bis 95 mm, einer Schwanzlänge von 20 bis 25 mm sowie mit einem Gewicht von 21 bis 23 g mittelgroß. Sie hat 53 bis 59 mm lange Unterarme, Hinterfüße von 16 bis 18 mm Länge und 36 bis 38 mm lange Ohren. Die Oberseite ist von hellgrauem bis rotbraunem wolligem Fell bedeckt, während das Fell der Unterseite heller ist.
Ein weißer Fleck hinter jedem Ohr ist bei den meisten Exemplaren deutlich. Die zugespitzten langen Ohren unterscheiden die Cozumel-Haarnasenfledermaus und andere Gattungsvertreter von anderen Blattnasen. Die Schwanzflughaut umschließt den Schwanz vollständig. Der zentrale Teil des Nasenblatts ähnelt einem Hufeisen und ist mit 18 mm sehr breit und von der Oberlippe getrennt. Darauf befindet sich ein speerförmiger Aufsatz. Diese Fledermaus hat eine V-förmige Wulst auf der Unterlippe.

## Verbreitung

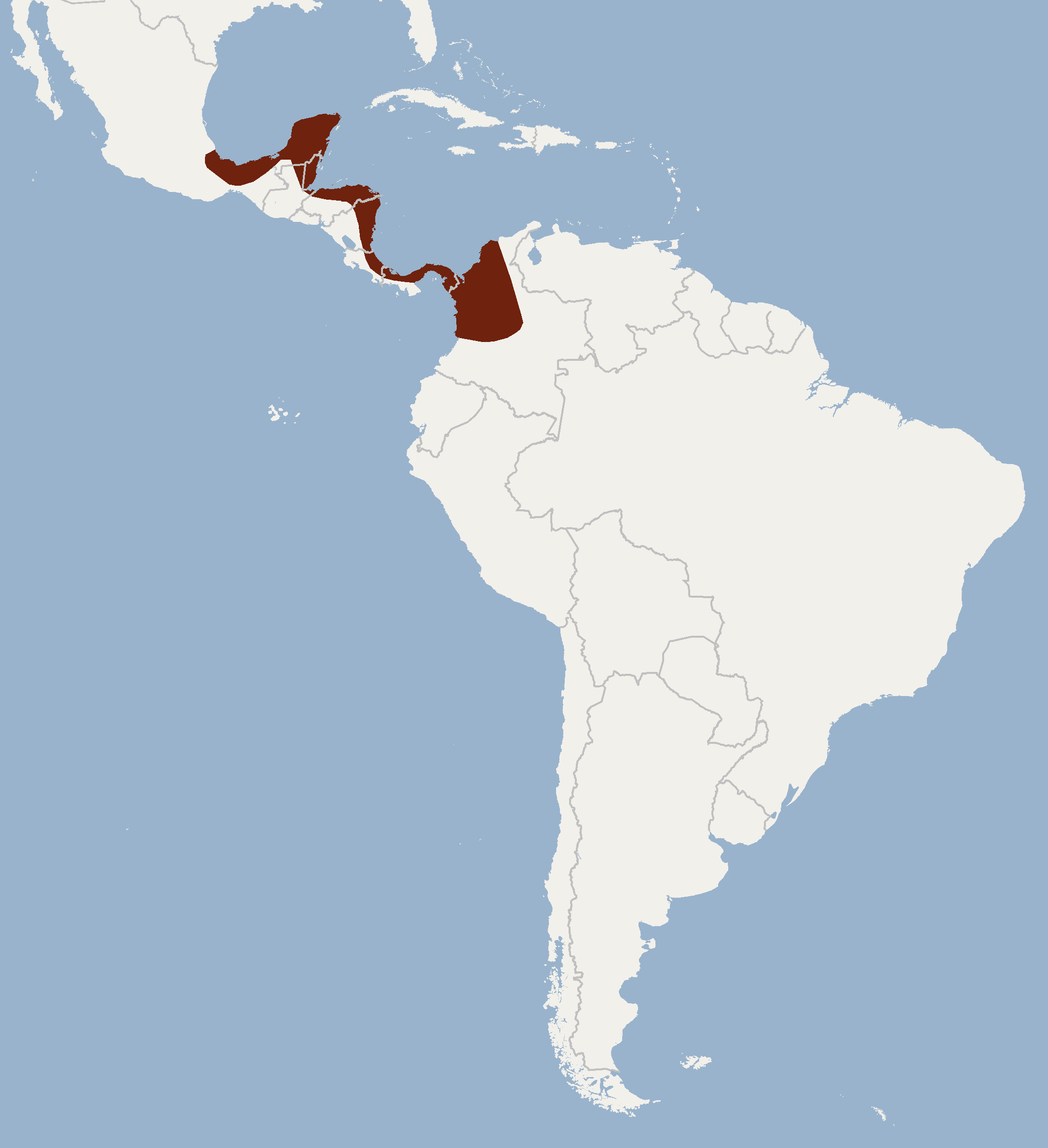
Verbreitungsgebiet der Cozumel-Haarnasenfledermaus

Das Verbreitungsgebiet ist ein breiter Streifen im Osten Mittelamerikas etwa von Veracruz in Mexiko bis zum zentralen Kolumbien. Die Art hält sich im Flachland bis maximal 600 Meter Höhe auf. Sie lebt in trockenen und feuchten Wäldern mit immergrünen oder laubabwerfenden Bäumen.

## Lebensweise
Kleine Kolonien mit etwa 20 Mitgliedern ruhen meist in Kalksteinhöhlen oder in umgestürzten ausgehöhlten Bäumen. Andere Unterschlüpfe sind Bergwerksstollen, Straßendurchlässe und Ruinen. Einige Gruppen bestehen aus einem Männchen und mehreren Weibchen. Das Versteck kann mit anderen Fledermausarten geteilt werden. Die Beute wird von Pflanzen aufgesammelt und besteht vorwiegend aus Insekten wie Laubheuschrecken und Käfer. Manchmal werden diese mit kleinen Echsen oder Vögeln komplettiert. Weibchen bringen zu Beginn der Regenzeit ein Junges zur Welt.

## Gefährdung
Die IUCN listet die Cozumel-Haarnasenfledermaus als nicht gefährdet (least concern) aufgrund fehlender Bedrohungen und einer stabilen Gesamtpopulation.